# Mike Santos
Michael "Mike" Santos är en amerikansk advokat och idrottsledare. Han är VD för den amerikanska juniorishockeyligan Eastern Hockey League sedan 2016. Santos är också adjungerad professor vid Endicott College, Georgetown University och St. Thomas University.
Han har dessförinnan arbetat för National Hockey League (NHL) som ansvarig för speciella evenemang (bland annat NHL All-Star Game och NHL Entry Draft), assisterande general manager och chef för ishockeyverksamheten för New York Islanders, affärsjurist, chef för ishockeyverksamheten och assisterande general manager för Florida Panthers och chef för ishockeyverksamheten för Nashville Predators. Santos har också varit kommissarie för den amerikanska juniorishockeyligan North American Hockey League (NAHL) och president för ishockeylaget Norfolk Admirals i ECHL.
Han avlade kandidatexamen i engelska och kommunikation vid Boston College, en master i sportledarskap vid United States Sports Academy och en juris doktor vid St. John's University.